# Oliarus maculosa
Oliarus maculosa är en insektsart som beskrevs av Hesse 1925. Oliarus maculosa ingår i släktet Oliarus och familjen kilstritar. Inga underarter finns listade i Catalogue of Life.